# Staurophlebia
Staurophlebia is een geslacht van libellen (Odonata) uit de familie van de glazenmakers (Aeshnidae).

## Soorten
Staurophlebia omvat 5 soorten:
- Staurophlebia auca Kennedy, 1937
- Staurophlebia bosqi Navás, 1927
- Staurophlebia gigantula Martin, 1909
- Staurophlebia reticulata (Burmeister, 1839)
- Staurophlebia wayana Geijskes, 1959